# ナンギャダイ (サルジウト部)
ナンギャダイ（モンゴル語: Nangiadai、? - 天暦2年8月14日（1329年9月7日））は、大元ウルスに仕えた将軍の一人で、サルジウト部の出身。1328年に起こった天暦の内乱では上都派について四川で戦ったが、大都派に敗れて処刑されたことで知られる。不名誉な最期であったためか碑文等はなく『元史』にも立伝されていないが、断片的な記録を取りまとめた列伝が『新元史』巻164に収録されている。
『元史』などの漢文史料における漢字表記は嚢加台（nángjiātāi）など。

## 概要

### 出自
ナンギャダイの曽祖父のタイダルはモンケ・カアンの治世に四川方面軍の司令官に抜擢された人物で、以後その子孫のネウリン・イェスデルらと3代に渡って四川方面軍の最高位を占有してきた。史料上には明記されないが、ナンギャダイも祖父・父が継承してきた「万戸」職を継承したのではないかとみられる。

### 四川行省平章時代
『道園類稿』巻42所収の「彭城郡侯劉公神道碑」には延祐2年（1315年）に僉西蜀四川道粛政廉訪司事に任命された劉オルジェイが、「蜀世将」のナンギャダイは代々の勲功により威望が全蜀（四川一帯）に広まっており、「軍の元帥の地位（＝蒙古軍都元帥）を超えて外宰の首席（＝平章政事）を拝命している」と語ったと伝えている。元代における行省の最高位は左右丞相であるが、常設されていたわけではなく、この頃は「平章政事（平章）」のナンギャダイが四川省の最高位たる「外宰之首」にあったようである。また延祐3年（1316年）に立てられた「成都路正一宮碑」では「今守国人元帥林公之孫」として名前を挙げられていることも、この時期ナンギャダイが四川行省内で高位にあったことを裏付ける。
また『道園類稿』巻43所収の「江西省参政董公神道碑」によると、ゲゲーン・カアン（英宗シデバラ）が即位した後、ナンギャダイは西南方面の重鎮として「四川雲南平章」に任命されたとされる。「四川雲南行省」という官署は存在しないが、至治3年（1323年）正月には四川行省平章の趙世延が、同年5月には雲南行省平章のフーシンが、それぞれ不祥事により失脚しており、この頃両行省の平章を兼ねたことにより後世の文書で「四川雲南平章」と呼ばれたようである。しかし、この頃のナンギャダイは恣意的に兵を動かし金の産出で知られる車里（チェリク＝シップソーンパンナー）の地に出兵していること、塩井の輸出を差し止めていることが問題となっており、ナンギャダイを討伐すべきであるとの報告がなされていた。そこでゲゲーン・カアンは左阿速衛指揮のノガイ（那海）と董士選を派遣し現状を視察させたところ、ナンギャダイは雲南に出鎮していた雲南王オンシャン（王禅）と組んて後ろ盾としていることが分かった。そこで董士選らは直接ナンギャダイと対面し、何故意的に兵を動かしているのかと問いただしたところ、ナンギャダイは「我は使者や省臣と議論し太子（＝王禅）に報告した上全兵を動かしている。どうして太子を畏敬しないことがあろうか」と釈明した。そこで董士選らは帰還し当面ナンギャダイを討伐する必要はない旨報告したが、董士選は去り際に八百媳婦国（ラーンナー）出兵を主導したが失敗し処刑された劉深の轍を過まないようナンギャダイに忠告したと伝えられる。
また、『掲文安公文集』巻12「大元勅賜修堰碑」によると後に四川に赴任した吉当晋は「四川の塩井の販売・流通方法を改める」ことを任務としており、ナンギャダイによる中央の威令の及ばない独自の政策（塩井の輸出の差し止め等）が天暦の内乱に伴うナンギャダイの没落まで長く続いたことを裏付ける。

### 泰定帝の治世
至治3年（1323年）8月、南坡の変でゲゲーン・カアンが暗殺され泰定帝イェスン・テムル・カアンが即位したが、イェスン・テムルはナンギャダイの後ろ盾であるオンシャン（王禅）の大伯父であり、この政変によってナンギャダイの立場は強化されたようである。泰定元年（1324年）3月には「宣政院使を兼ねて西番（チベット）の参卜郎を討伐する」ことを命じられており、翌年正月にはこれを投降させ、ナンギャダイの勢威はチベット方面まで及んだようである。

### 天暦の内乱

#### ナンギャダイの蜂起（1328年）
しかし、天暦元年（1328年）にイェスン・テムル・カアンが上都で死去すると、上都でイェスン・テムルの長男のラキパク・カアンを擁立する一派（上都派）と、大都で武宗クルク・カアンの次男のトク・テムル（後の文宗ジャヤガトゥ・カアン）を擁立する一派（大都派）の間で内戦（天暦の内乱）が勃発した。泰定帝政権下で厚遇されていたナンギャダイは最初から上都派と見なされていたようで、大都派が10月10日に湖広行省に対して兵を徴発して「四川軍への守りとする」よう命じたこと、11月20日に河南・江浙両省から5万の兵を援軍として湖広行省に向かわせたことは、まさにナンギャダイの蜂起を警戒しての対策であったと考えられる。
同年10月末には上都派の敗北は決定的となっていたにもかかわらず、11月28日にナンギャダイは四川行省平章のコンチェクら自らに従わない勢力を粛清した上で蜂起し、鎮西王を自称した。更に、四川行省左丞のトクトを平章に、雲南廉訪使の楊静を左丞にそれぞれ任命し、桟道を焼き払って四川盆地で自立する構えを見せた。この頃、烏蒙路教授の杜巌肖は蜂起をやめ大都派につくようナンギャダイを説得したが、ナンギャダイはこれを妄言として杖107の刑に処し、禁錮したという。
12月30日、大都派内部の議論の中で御史台はナンギャダイの罪は到底容認できるものではなく地位を剥奪すべきと述べたが、中書省はナンギャダイは許して懐柔すべきとしてこれに反対する、という議論が起こった。最終的には中書省の意見が採用され、天暦2年（1329年）正月14日には近侍の星吉班が命を受けて四川に赴き、ナンギャダイに投降するよう呼びかけたが失敗している。また、ナンギャダイはかつてチベット遠征で協力関係にあった鎮西武靖王チョスバルに援軍要請を行い、チョスバルは「関隘を守る」という消極的な協力で応えたが、これも大都派がナンギャダイを懐柔しようとしていた現れであったとみられる。

#### ナンギャダイの出兵（1329年初頭）
蜂起したナンギャダイは大きく分けて南北2方面に兵を派遣しており、南方では播州一帯を占領し、北方では陝西行省を経て長江中流域の襄陽城を目指していた。まず、ナンギャダイは天暦2年（1329年）正月19日に播州の猫児埡隘を攻め、この地を守る宣慰使の楊延里不花は投降した。一方、ナンギャダイの弟で陝西蒙古軍都元帥の地位にあったブカダイはナンギャダイの蜂起に同調せず、ナンギャダイの派遣した使者を斬って反対の立場を表明している。
正月24日には播州の楊万戸が「四川賊兵（＝ナンギャダイ軍）」を招き入れて烏江峰まで至ったが撃退されて敗走し、また八番元帥は烏江北岸の賊兵を破って関口を再奪取している。またこの頃、ナンギャダイ軍を牽制するために諸王オルク・テムルが蒙古・漢人・答剌罕諸軍及び民丁5万5千を率いて烏江まで至っている。この後、1カ月近く播州の戦況は一進一退であったようであるが、2月26日にオルク・テムルが楊延里不花とその弟らナンギャダイに従っていた土官を来降させるに至っている。
一方、2月5日よりナンギャダイは自ら軍を率いて北上し、鶏武関を拠点として三叉駅・柴関駅を奪取した。更に、陝西鞏昌地方の大軍閥である「鞏昌総帥」汪延昌に協力を要請する書状を送っているが、後に鞏昌汪氏が処罰を受けた形跡がないため積極的な協力は得られなかったようである。2月10日、ナンギャダイは金州まで至って白土関を拠点とし、陝西行省軍がこれと対峙することとなった。白土関は陝西行省興元路と河南行省襄陽路を繋ぐ交通の要衝であり、明らかにナンギャダイは河南方面に出ることを企図していたようである。これに対し、大都の枢密院は鎮西武靖王チョスバルや、湖広行省の官であるトゴン（脱歓）・別薛・ボロト（孛羅）・鄭昂霄らにこれを討伐させることを提案し、この戦略が採用されることとなった。またその翌日にはチャガンノール宣慰使のサトゥルミシュにも本部蒙古軍を率いて鎮西武靖王チョスバルと協力し、ナンギャダイを討伐するよう命じられた。
2月19日、ナンギャダイ軍の先鋒が遂に襄陽城に迫ったため、湖広行省は兵を徴集して播州・帰州の防備を増強した。また2月27日には河南・江浙・江西・山東から兵1万1千を徴収し、左右翼蒙古侍衛軍2千とともにナンギャダイ討伐軍に充てることが決められている。3月18日、行枢密院（枢密院の出先機関）を新設して山東都万戸イェスデルを起用し、湖広・河南両省から兵を集めてナンギャダイ軍を討伐させる提案がなされたが、イェスデル自らが病を理由にこれを辞退したため実現には至らなかった。

#### ナンギャダイの敗北（1329年半ば）
上記のように、大都側は随時ナンギャダイ討伐のための兵力を増強していっており、ナンギャダイは次第に追い詰められていったようである。ナンギャダイの勢力が劣勢となった現れとして、3月29日にはナンギャダイが派遣した安撫使の布答思らが雲南行省に投降するに至っている。そして4月12日には、湖広行省参知政事のボロトが四川まで至り、ナンギャダイらの罪を許して投降を受け入れる旨を伝えたことにより、遂にナンギャダイは投降を決意した。これによって「四川地方は尽く平定され、諸省の兵は全て解散となった（蜀地悉定、諸省兵皆罷）」という。
ところが、ナンギャダイの罪は許されることとなっていたにもかかわらず、8月14日に突如としてナンギャダイは殺害されて棄市となった。『芝園後集』巻9「危侍講新墓碑銘」には「ナンギャダイは天暦の初め、明宗（＝コシラ/クトクト・カアン）を推戴せんと欲したため、エル・テムルやバヤンらによって殺された」との記述があり、恐らくは8月6日に大都派の首領たちによってクトクト・カアンが暗殺されたのと連動してナンギャダイも殺害されたようである。そもそも、上都派が劣勢となってからナンギャダイが四川で蜂起したのも、北方モンゴル高原を抑えて大都派と対立するクトクト・カアンを後ろ盾としていたためと考えられる。なお、「危侍講新墓碑銘」は続けて「公（＝危素）はナンギャダイの冤罪を雪いだ」と記されるが、この墓碑銘が立てられたのはクトクト・カアンの息子のウカアト・カアンの治世中の至正19年（1359年）のことであり、ナンギャダイはクトクト・カアンを指示していたからこそその息子のウカアト・カアンの治世下で名誉回復を果たすことができたようである。
ただし、天暦2年（1329年）10月にはナンギャダイの家産は籍没とされ、ナンギャダイに与した楊静らは官爵を奪われ杖刑を受け、更に遼東に配流となっている。また、四川に駐留した将官の家系の多くが14世紀初頭以後たどれなくなるのは、ナンギャダイの蜂起に協力して没落してしまったためではないかと考えられている。

## サルジウト部ボロルタイ家
- ボロルタイ（Boroldai ＞孛羅帯,bóluódài）
  - 都元帥タイダル（Tayidar ＞太答児,tàidāér）
    - 都元帥ネウリン（Neülin ＞紐璘,niŭlín）
      - 雲南行省左丞相イェスデル（Yesüder ＞也速答児,yĕsùdāér）
        - 四川行省平章政事ナンギャダイ（Nangiadai ＞嚢加台,nángjiātái）
          - 四川行省左丞相タシュ・バートル（Taš baγatur ＞答失八都魯,dāshī bādōulŭ）
            - 太保・中書右丞相ボロト・テムル（Bolod temür ＞孛羅帖木児,bóluó tièmùér）

          - 雲南行省左丞シリム（Sirim ＞識里木,shìlǐmù）
          - 左丞イジル・ブカ（Iǰil buqa ＞亦只児不花,yìzhǐér bùhuā）

        - 四川行省左丞バヤン（Bayan ＞拝延,bàiyán）

      - 蒙古軍万戸バラク（Baraq ＞八剌/bālà）